# قرارداد نقدی
در امور مالی قرارداد نقدی (انگلیسی: Spot contract) یا قرارداد آنی یک معامله نقدی است که خریدار و فروشنده کالا با هم توافق می‌کنند کالای موردنظر را در قیمتی مشخص در همان لحظه معامله کنند. در معاملات بورس در این قرارداد، خریدار می‌بایست کل مبلغ قرارداد را به علاوه کارمزد کارگزار به صورت نقد پرداخت کند و فروشنده نیز می‌بایست حداکثر ظرف سه روز، کالای مورد معامله را به خریدار تحویل دهد.